# Champions Trophy de hockey sobre césped femenino de 1997
El Champions Trophy de hockey femenino 1997 fue la 6.ª edición del torneo. Se llevó a cabo entre el 1 y 8 de junio de 1997 en el Estadio Olímpico de Berlín, Alemania.

## Equipos participantes
- Alemania (país anfitrión)
- Países Bajos (cuarto en los juegos olímpicos de 1996)
- Reino Unido (tercero en los juegos olímpicos de 1996)
- Estados Unidos (quinto en los juegos olímpicos de 1996)
- Australia (campeón defensor, campeón del mundo y campeón olímpico)
- Corea del Sur (subcampeón en los juegos olímpicos de 1996)

## Tabla de posiciones
| Equipo         | J | G | E | P | GF | GC | D/G | Pts | Clasificación |
| -------------- | - | - | - | - | -- | -- | --- | --- | ------------- |
| Alemania       | 5 | 3 | 2 | 0 | 11 | 5  | +6  | 11  | Final         |
| Australia      | 5 | 3 | 1 | 1 | 13 | 4  | +9  | 10  | Final         |
| Corea del Sur  | 5 | 3 | 0 | 2 | 9  | 6  | +3  | 9   | 3.ª posición  |
| Países Bajos   | 5 | 2 | 0 | 3 | 4  | 6  | -2  | 6   | 3.ª posición  |
| Estados Unidos | 5 | 1 | 1 | 3 | 4  | 12 | -8  | 4   | 5.ª posición  |
| Reino Unido    | 5 | 1 | 0 | 4 | 2  | 10 | -8  | 3   | 5.ª posición  |

## Rueda final

### 5.º y 6.º puesto
|  | Estados Unidos | 0 - 3 | Reino Unido |  |  |

### Tercer puesto
|  | Corea del Sur | 2 - 5 | Países Bajos |  |  |

### Final
|  | Alemania | 1 - 2 | Australia |  |  |

## Posiciones finales
| Pos | Equipo         |
| --- | -------------- |
|     | Australia      |
|     | Alemania       |
|     | Países Bajos   |
| 4.  | Corea del Sur  |
| 5.  | Reino Unido    |
| 6.  | Estados Unidos |